# Tervasaari (ö i Egentliga Tavastland)
Tervasaari är en halvö i Finland. Den ligger i sjön Kankaistenjärvi och i kommunen Tavastehus i den ekonomiska regionen  Tavastehus ekonomiska region  och landskapet Egentliga Tavastland, i den södra delen av landet, 100 km norr om huvudstaden Helsingfors.